# Palmer Andor
Palmer Andor (Oláhláposbánya, 1858 körül – Budapest, 1896. január 17.) magyar királyi főbányabiztos, nagybányai tűzoltó-főparancsnok.

## Életútja
Palmer Endre magyar királyi bánya- és kohóhivatali főnök és Nechwalsky Róza fia. A gimnáziumot Kolozsvárt fejezte be; 1876-ban a selmeci bányászakadémiába iratkozott be; 1879-ben bányatanácsos lett Kapnikbányán, 1880-ban Felsőbányára került; 1882-ben a zalatnyai bányakapitányságnál mint fogalmazó gyakornok működött. 1884-ben Nagybányára ment mint bányaesküdt és itt magánúton megszerezte a bányahatóságnál a jogi minősítést. 1885-ben letette az államtudományi államvizsgát; 1886-ban bányabiztos lett, 1894-ben főbányabiztos.
A Nagybánya és Vidékének mindvégig belmunkatársa volt; (utolsó tárcája 1895. ápr. 25. Minő lesz a világ képe a kétezredik esztendőben?).
Szerkesztette a Nagybánya és Vidékét 1886 aug. 10-től 1888-ig.
Házastársa Pálffy Margit volt.